# Ancylodonta phlyctaenioides
Ancylodonta phlyctaenioides là một loài bọ cánh cứng trong họ Cerambycidae.